# Lichtenrader BC 25
Lichtenrader BC 25 is een Duitse voetbalclub uit het Berlijnse stadsdeel Berlin-Lichtenrade.

## Geschiedenis
De club werd in 1925 opgericht uit een voetbalafdeling van een turnclub die in 1894 opgericht werd. Na de Tweede Wereldoorlog werden alle Duitse clubs ontbonden. De club werd heropgericht als SG Lichtenrade en nam in 1949 de naam VfL Lichtenrade 1894 aan. In 1952 werd de voetbalafdeling opnieuw zelfstandig onder de naam Lichtenrader BC.
In 1968 promoveerde de club voor het eerst naar de Amateurliga Berlin, destijds de derde klasse in Duitsland en speelde er drie seizoenen. In 1985/86 speelde de club één seizoen in de Oberliga Berlin, ook de derde klasse. In 1996 speelde de club opnieuw in de hoogste Berlijnse klasse, wat toen nog maar de vijfde klasse was. Pas in 2007 keerde de club terug en in 2009 werden ze verrassend kampioen waardoor ze naar de Oberliga Nordost promoveerden. De club kon het behoud niet verzekeren en degradeerde zelfs drie seizoenen op rij. In 2015 degradeerde de club zelfs naar de Kreisliga. Hierna volgden wel twee promoties op rij. In 2022 promoveerde de club weer naar de Berlin-Liga, maar degradeerde na één seizoen en een jaar later volgde een tweede degradatie op rij.